# IJsland op de Olympische Winterspelen 2018
IJsland was een van de deelnemende landen aan de Olympische Winterspelen 2018 in Pyeongchang, Zuid-Korea.
Bij de achttiende deelname van het land aan de Winterspelen werd ook voor de achttiende keer deelgenomen in het alpineskiën en voor de elfde keer in het langlaufen. Van de vijf debuterende deelnemers was Freydís Halla Einarsdóttir de vlaggendrager bij de openingsceremonie.

## Deelnemers en resultaten
(m) = mannen, (v) = vrouwen 

### Alpineskiën
| Olympiër                   | Onderdeel        | Resultaat | Prestatie                                                        |
| -------------------------- | ---------------- | --------- | ---------------------------------------------------------------- |
| Sturla Snær Snorrason      | reuzenslalom (m) | DNF-1     | 1e run: niet gefinisht                                           |
|                            |                  |           |                                                                  |
| Freydís Halla Einarsdóttir | reuzenslalom (v) | DNF-2     | 1e run: 1.20,02 (51e) 2e run: niet gefinisht                     |
| Freydís Halla Einarsdóttir | slalom (v)       | 41e       | 1e run: 56,49 (46e) 2e run: 56,66 (42e) totaal: 1.53,15 (+14,52) |

### Langlaufen
| Olympiër               | Onderdeel                 | Resultaat | Prestatie                      |
| ---------------------- | ------------------------- | --------- | ------------------------------ |
| Snorri Einarsson       | 15 km vrije stijl (m)     | 56e       | 37.05,6 (+3.21,7)              |
| Snorri Einarsson       | 30 km skiatlon (m)        | 56e       | 1:23.33,9 (+7.13,9)            |
| Snorri Einarsson       | 50 km klassieke stijl (m) | DNF       | niet gefinisht                 |
| Isak Stianson Pedersen | sprint (m)                | 55e       | kwalificatie: 3.24,57 (+16,03) |
|                        |                           |           |                                |
| Elsa Guðrún Jónsdóttir | 10 km vrije stijl (v)     | 78e       | 31.12,8 (+6.12,3)              |